# Risto Ihamuotila
Risto Veikko Artturi Ihamuotila, född 15 maj 1938 i Helsingfors, är en finländsk lantbruksforskare och universitetsman. Han är bror till ingenjören Jaakko Ihamuotila.
Ihamuotila blev agronomie- och forstdoktor 1968. Han var 1973–1996 professor i lantbrukspolitik vid Helsingfors universitet, 1992–1996 rektor för universitetet och kansler 1996–2003.
Ihamuotila har innehaft talrika förtroendeuppdrag inom det finländska kulturlivet. Bland hans vetenskapliga arbeten märks Maatalouden hinta- ja tukipolitiikka (1979), som behandlar lantbrukets pris- och stödpolitik.
År 1984 utnämndes han till ledamot av Finska Vetenskapsakademien.